# Martín Galeano
Martín Galeano-Doria (Génova o Valencia del Mombuey, 1505 - Vélez) fue un conquistador español de origen genovés (llamado en italiano Martino Galeano) y compañero de Gonzalo Jiménez de Quesada. Perteneciente a una antigua y noble familia descendiente de los Barones de Issarts, los Duques de Châteauneuf de Gadagne y los Príncipes Imperiales de la Maison de Galléan (de la filiación: Niza-Génova). Fundador de la ciudad de Vélez. Encomendero de un amplio territorio desde Chiquinquirá hasta Vélez. Señor de Saboya, territorio nombrado en honor a la comarca italiana homónima. Aunque se dice que el cacique de la región se llamaba "Saboya" y por ello es su nombre, esta palabra es netamente de origen italiano. No existe en el lenguaje de los muiscas, y menos en el dialecto de la región, una palabra parecida. La explicación más plausible para que el cacique fuera llamado "Saboya", es que fuera el nombre que le habían puesto los españoles. No es de extrañar que en la historia de América y de Colombia se diera el mismo caso muchas veces.

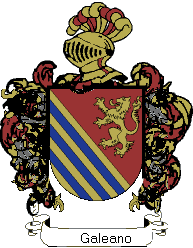
Las armas de Martín Galeano.

## Biografía
Aunque se desconoce la fecha de nacimiento del conquistador Martín Galeano, se estima que había nacido en la población de Valencia del Mombuey (Badajoz). No obstante, algunos autores aseguran que llegó con sus padres y hermanos a esta localidad siendo aún de muy corta edad. Era hijo de un matrimonio italiano de la distinguida  Familia Galeano que formaba parte del patriciado de Génova y que se había establecido en la citada villa extremeña trayendo consigo de Italia sus hijos: el que fuera uno de los hijos mayores, confirma que muy probablemente Martino Galeano nació muy probablemente en Génova o en Italia. Habiendo quedado huérfano muy joven, se integró como soldado en los tercios españoles que intervenían en Europa y en 1525 peleó en la famosa batalla de Pavía a las órdenes de Antonio de Leyva. En 1535 se fue a Santa Marta (Colombia) en la expedición del Adelantado Pedro Fernández de Lugo. 
Al año siguiente, y como capitán de caballería, Martín Galeano se integraba en la jornada exploradora que, teniendo como punto de partida la caribeña ciudad de Santa Marta, comandaba el licenciado Gonzalo Jiménez de Quesada para emprender la exploración y conquista del rico territorio de los indios “muisca”, que se asentaban en los alejados parajes de la cordillera andina que corresponden a la actual Colombia.
Durante el desarrollo de esa marcha, y después de un periplo de penalidades y sinsabores que les costó salvar la fragosa distancia que hay desde Santa Marta hasta la actual Bogotá, de los 800 soldados que habían salido para tan trabajosa aventura, solamente habían logrado sobrevivir unos 168 hombres; entre ellos figuraba el extremeño Martín Galeano.

## Conquista del Nuevo Reino
Cuando el licenciado Jiménez de Quesada fue comisionado en 1536 por Fernández de Lugo para emprender la exploración y conquista del inmenso territorio que se extendía, hacia el sur, Gonzalo seleccionaba a los mejores hombres para dar comienzo a tal empresa. En el laborioso periplo explorador, después de abandonar el curso del río Magdalena, tomaron un transitado camino ascendente que trepaba hacia la serranía y que discurría siguiendo el cauce del río Opón.
Galeano era uno de los 60 soldados que, con el capitán Juan de San Martín, emprendieron la exploración de aquel embarrado y resbaladizo camino; al llegar a una loma fueron sorprendidos por una turba de indígenas que les atacaban sin dar tregua. A duras penas, Martín Galeano logró llegar a la cima montado a caballo y gesticulando briosamente y blandiendo la lanza consiguió aterrorizar a los indígenas que, asustados por los gritos de Galeano y creyendo que caballo y hombre eran un solo cuerpo, desistieron del ataque y escaparon del lugar.
Siguiendo la marcha exploradora hacia la serranía andina, después de comprometidas vicisitudes y varios enfrentamientos con las diferentes agrupaciones indígenas que iban encontrando en su itinerario, los hombres de Jiménez de Quesada llegaron al valle de los Alcázares, donde en sus inmediaciones fundaron el primer asiento de Santa Fe de Bogotá.

## Fundación de Vélez
En las exploraciones que se realizaron desde el asiento de Bogotá, Martín Galeano se había distinguido en infinidad de ocasiones demostrando dominio castrense y buen juicio en sus diversas intervenciones en las refriegas con los indígenas. Con este proceder, cuando Jiménez de Quesada marchó a España en 1539 para dirimir las reclamaciones del territorio entre él, Sebastián de Belalcázar y Nicolás Federmann, encargó a Galeano que fundase una población en la comarca de Chipatá (y que le pusiera el nombre de Vélez), en lugar intermedio al camino recorrido desde el río Magdalena, para que sirviera de base a nuevas exploraciones y diera cobijo a los viajeros que venían de Santa Marta.
A principios de mayo de 1539, acompañado de soldados y caballería, salía Galeano de Bogotá a cumplir con el encargo, y después de buscar el lugar apropiado y como los indígenas eran pacíficos y laboriosos, el 3 de julio de ese mismo año se fundaba la población de Vélez a orillas del río Suárez. Después de repartir los solares, y con la ayuda de los indígenas comarcanos, se procedió a construir precarias casas para refugio de los conquistadores, además del Cabildo, la iglesia y el hospital, complementado las construcciones con la preparación de tierras para sembrar y criar ganado. Esta sería la segunda ciudad andina que se fundaba en el Nuevo Reino de Granada. 
Antes de proceder a la fundación de Vélez como refugio de los soldados y asiento temporal de las operaciones exploradoras y conquistadoras que se llevaban a cabo en aquella comarca, el 24 de mayo de 1539 fundaron el “Centro poblado de Cite” que con el pasar del tiempo se convertiría en el actual Municipio de Barbosa.

## Nuevas exploraciones
Asentada la ciudad, construidas las moradas, materializadas las instalaciones sociales y dispuesto lo necesario, dejando unos cuantos españoles en el nuevo poblado, Galeano salía a explorar y conquistar nuevas zonas de la periferia. Como los indígenas eran pacíficos, los recibieron amigablemente, y de buen grado les regalaban el oro que tenían a cambio de objetos útiles como cuchillos, hachas y sierras de los que los indios quedaban encantados por la labor que les facilitaban las útiles herramientas. Tras una corta expedición por aquella comarca, Galeano volvió a Vélez.
Como la comarca era extensísima, mientras Galeano se ocupaba en organizar las instituciones de la nueva ciudad, envió a continuar las exploraciones a su coterráneo Juan Alonso de la Torre; pero este (llevado quizás por su avidez aurífera y haciendo caso de los indios que le decían que el oro se encontraba “más allá”), al no hallar oro, siguió la marcha hacia otras zonas más alejadas y difíciles por la composición selvática y pedregosa que presentaban. Decepcionado por el engaño, Juan Alonso comenzó a tratar mal a los indios y éstos mudaron de actitud y se rebelaron atacando a los españoles. La sublevación indígena supuso duros castigos para aquellos infelices que solo procuraban que les dejasen en paz los españoles.

## Herraduras de oro
Algún tiempo después, Galeano y sus hombres salían de Vélez a conquistar otras tierras por alejados parajes, donde encontraron indios belicosos que atacaban a los españoles sin cesar. Para atemorizarlos y darles un escarmiento a los indios, a un número determinado les cortaron parte de las narices y el dedo pulgar. Pero como el castigo no dio el resultado de pacificación que se esperaba, Galeano soltó a los presos y a las mujeres que aún tenían cautivas porque les prometieron que volverían a ser amigos de los españoles.
Durante los cuatro meses que duró la marcha, además de los enfrentamientos con los indígenas, pasaron un gran número de carencias y penalidades porque en aquellos parajes el terreno era difícil y pedregoso (en el sector de la provincia de Guane)y a los caballos les costaba el caminar porque se les habían gastado las herraduras. Como Vélez estaba lejos y no tenían otra clase de material, se vieron obligados a fundir parte del oro que habían conseguido para herrar los caballos: valga decir que era "oro bajo" o "tumbaga" (aleación de oro y cobre).

## Efemérides de su vida
Cuéntase que debió auxiliarle su coterráneo Gonzalo Suárez Rendón (el fundador de la ciudad andina de Tunja) cuando los indios se rebelaron y se hicieron fuertes en el paraje denominado “Rincón de Vélez”. También colaboró con el capitán Pedro de Ursúa en el sometimiento de los indios “muzos”. Por orden del visitador Miguel Díaz de Armendáriz, viajó a las ciudades de Cartagena de Indias y Antioquia y participó como componedor de las desavenencias territoriales que tenían Sebastián de Belalcázar y Pedro de Heredia, asunto que logró zanjar con éxito.
A pesar de que fue sometido a juicio de residencia por el maltrato de los indios y por favorecer con ricas encomiendas a sus partidarios, no fue merecedor de ningún castigo porque no pudieron probarse las acusaciones que pesaban sobre él. Cuando estuvo el visitador Sánchez de Navarro en Vélez, lo hizo precisamente porque de 100.000 habitantes aproximadamente que había en la Provincia de Guane, luego de 10 años desde su conquista solamente quedaba un 10%: habían muerto en combate contra las tropas españolas, a lo que se suman las enfermedades de la viruela y el cámara traídas por los españoles.
Galeano, además de ser respetado y de poseer ricas encomiendas, fue alcalde y corregidor de Vélez. Se casó con una viuda llamada Isabel Juana de Meteller y no tuvieron descendencia, pero Martín Galeano tuvo cinco hijos: dos en Antioquia, de los que se conoce a Galo, próspero comerciante que se dedicó a la minería aurífera en la región del río Pocoro, y tres en Vélez, una hija con la princesa indígena hija del cacique Guanentá o del cacique Chacer; esta niña recibió el nombre de Martina. Es de notar que el apellido Galeano encontró en Santander, Colombia, tres orígenes que, aunque diferentes, entroncaron al pasar de los siglos. El primero de ellos es el descendiente de Martina Galeano y sus hermanos; el segundo, procede de las hermanas del Conquistador; el tercero, proviene por adopción al estilo romano.
Tampoco se conoce la fecha de la muerte de Martín Galeano, pues mientras el historiador colombiano Flórez de Ocariz asegura que murió en un naufragio cuando en 1554 viajaba a España para solicitar recompensas en la Corte, Rodríguez Freyle manifiesta que falleció en Vélez siendo muy anciano.